# Estación Contralmirante Cordero
Contraalmirante Cordero es una estación de ferrocarril del Ramal Ferroviario Cipolletti - Barda del Medio ubicada en el Departamento General Roca, Provincia de Río Negro, Argentina.

## Servicios
Pertenece al Ferrocarril General Roca en su ramal entre Cipolletti y Kilómetro 1218.
No presta servicios de pasajeros desde 1993, sin embargo por sus vías corren trenes de carga, a cargo de la empresa Ferrosur Roca.

## Ubicación
Se accede desde la Ruta Nacional 151 en el kilómetro 22, antes del cruce con la Av. General Roca.

## Galería

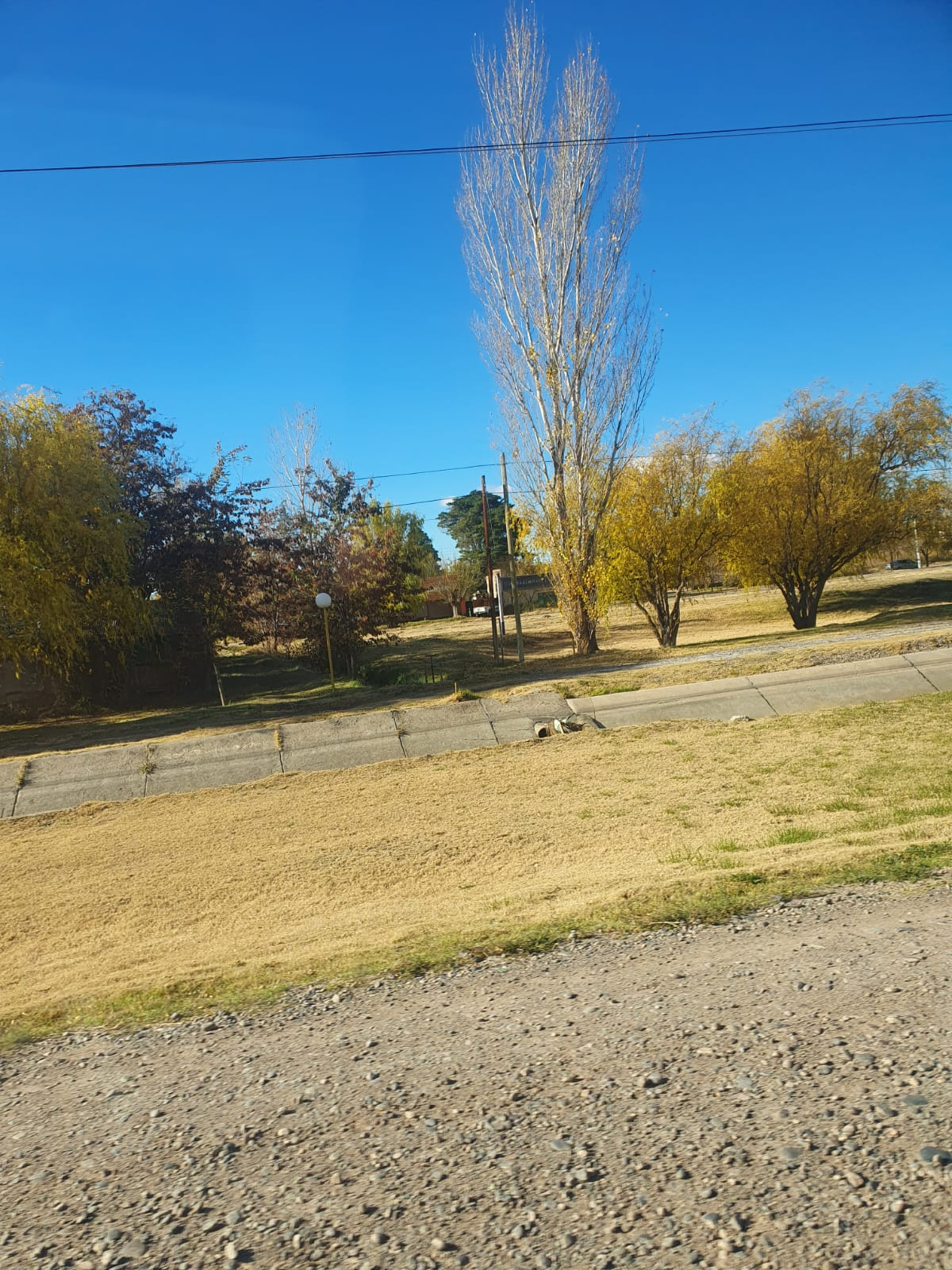
Cartel de la Estación visto desde la Ruta Nacional 151
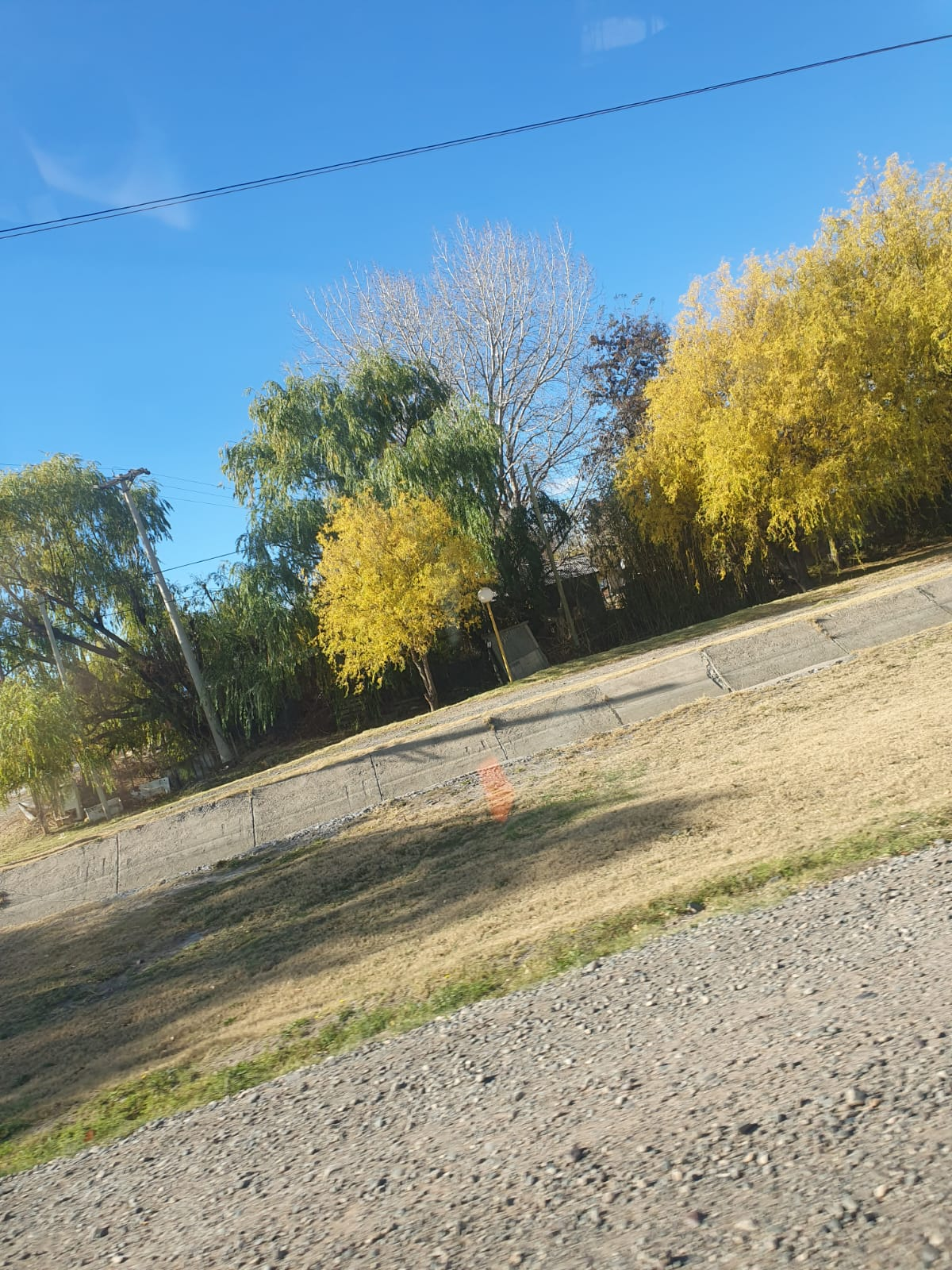
La Estación vista desde la Ruta Nacional 151
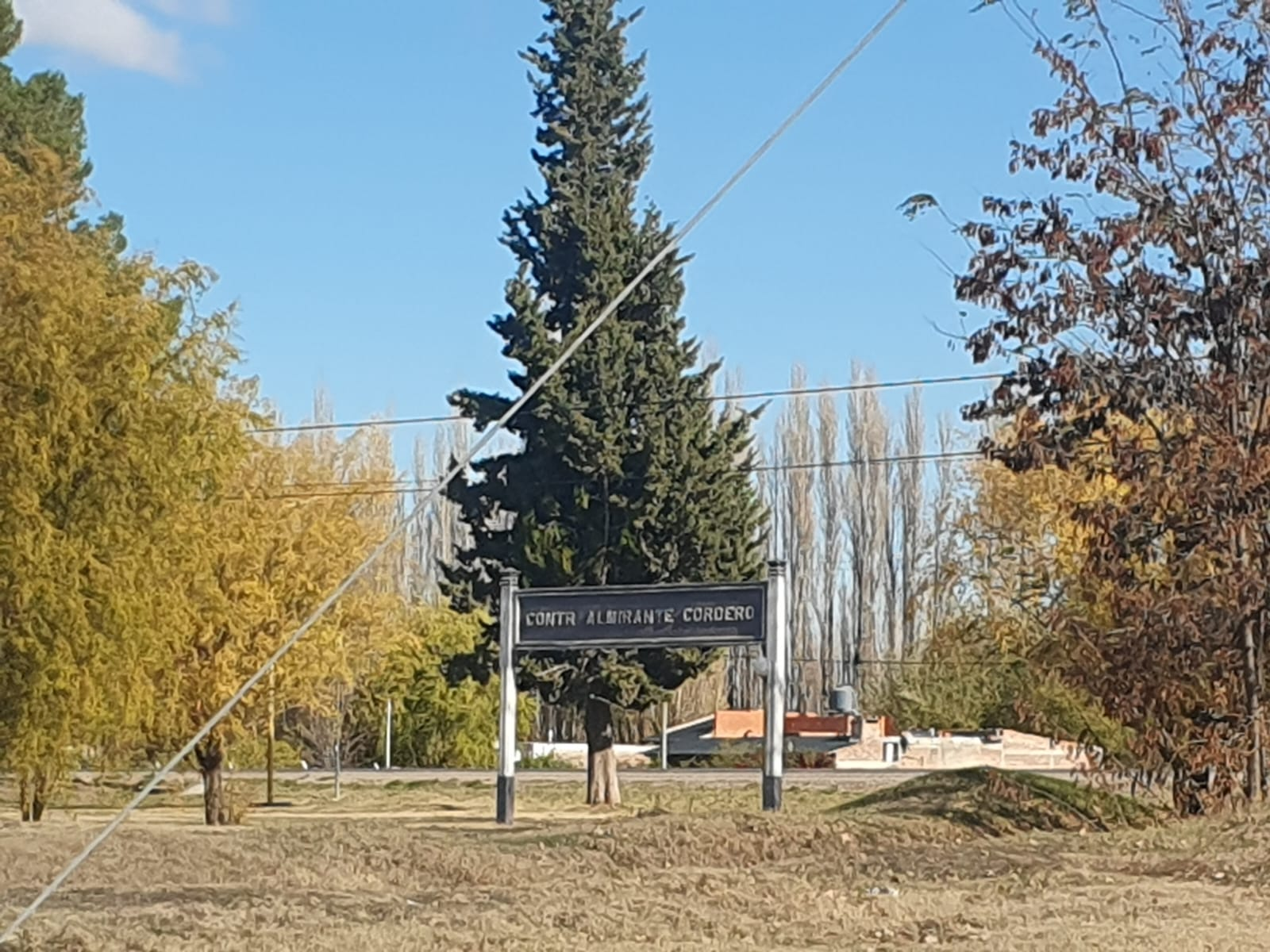
Cartel de la Estación visto desde la Calle Río Negro.
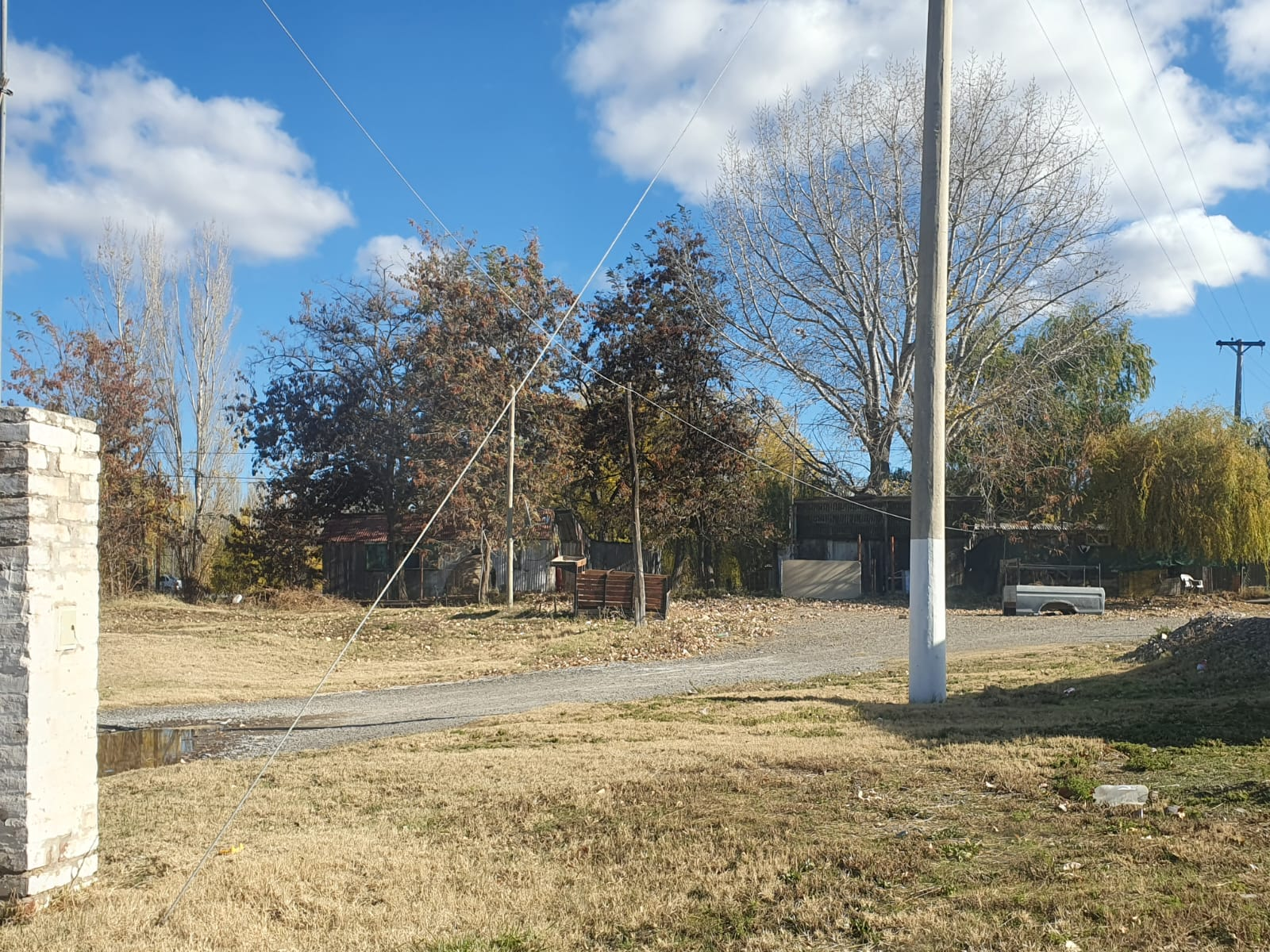
La Estación vista desde la Calle Río Negro